# Djingareybermoskén

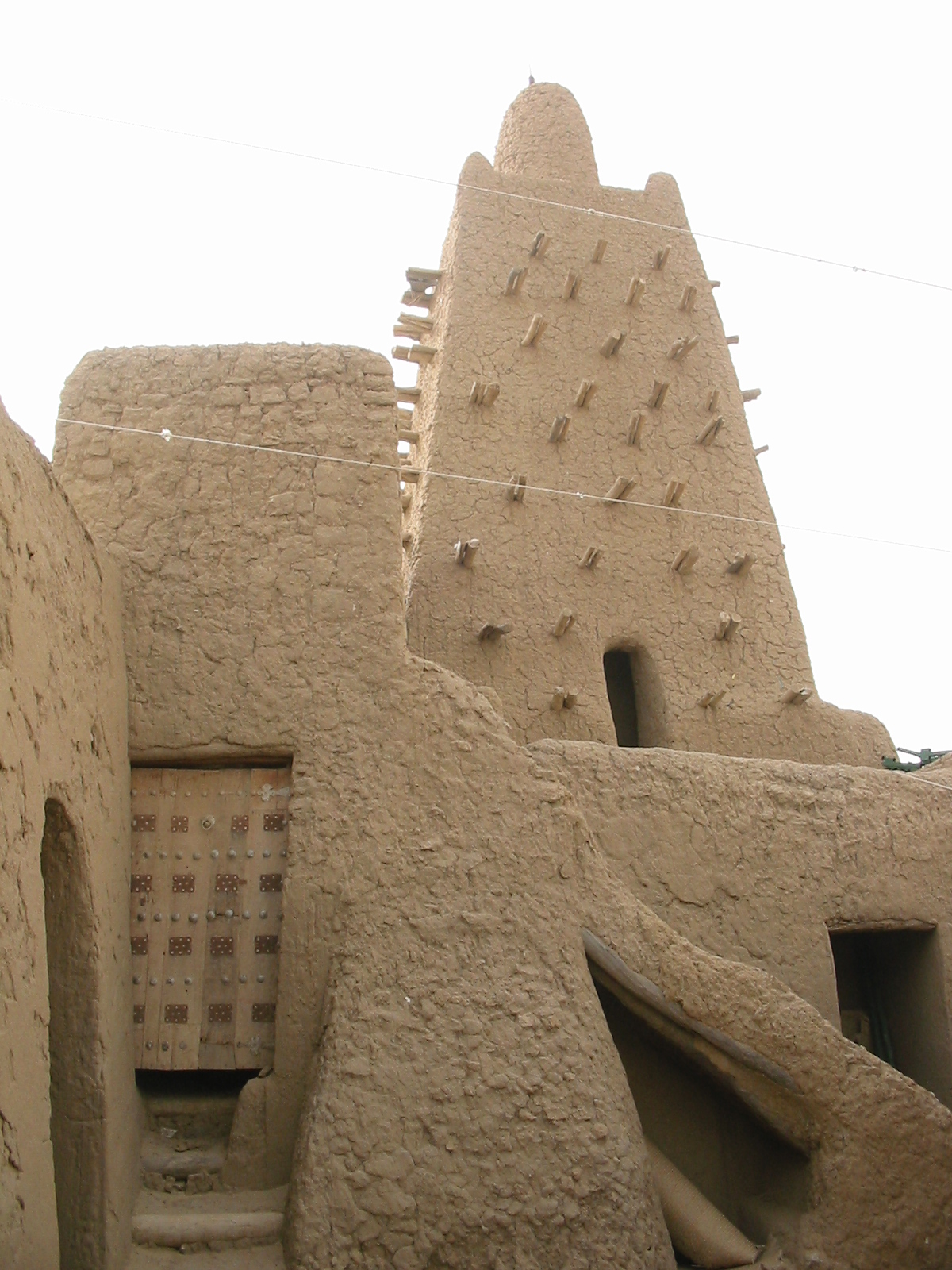
Djingareybermoskén.

Djingareybermoskén är en moské i Timbuktu i Mali. Moskén byggdes omkring 1325 av Malirikets härskare Mansa Moussa, efter att han hade återvänt till Timbuktu från en pilgrimsfärd till Mekka. Mellan 1570 och 1585 förstorades moskén av Imam Al Aqib. Den centrala minareten dominerar Timbuktus stadsbild och är ett landmärke som syns från stora delar av staden.